# Antonín Procházka (právník)
Antonín Procházka (10. března 1927 Kylešovice – 9. února 2006) byl český právník, křesťanský myslitel, odpůrce komunistického režimu a soudce Ústavního soudu.

## Život
Po maturitě na klasickém gymnáziu v Ostravě studoval práva na Právnické fakultě Masarykovy univerzity v Brně. V roce 1949 byl zatčen a odsouzen pro velezradu a špionáž ke 14 letům odnětí svobody, současně byl akademickým senátem MU v Brně vyloučen na doživotí ze studií na všech vysokých školách v Československu. Ve vězení strávil šest let. Promoval v roce 1971 na Právnické fakultě Univerzity Karlovy v Praze. Byl činný jako podnikový právník ve stavebnictví a dopravě, po roce 1989 pracoval jako advokát.
V roce 1990 byl zvolen poslancem České národní rady a jmenován do funkce člena předsednictva ČNR a předsedy výboru pro věci církevní a humanitární ČNR. Roku 1992 jmenován do funkce soudce Ústavního soudu ČSFR a následující rok v červenci byl jmenován soudcem Ústavního soudu České republiky. Funkci ústavního soudce zastával do července 2003. Zároveň přednášel římské právo na Právnické fakultě Univerzity Palackého v Olomouci.
Antonín Procházka významně ovlivnil judikaturu ve věcech restitučních, byl i soudcem zpravodajem při rozhodování o církevním zákonu.